# Celofísids
Els celofísids (Coelophysidae) constitueixen una família de dinosaures teròpodes carnívors primitius. La majoria d'espècies eren relativament petites en mida. La família va prosperar en el Triàsic superior i el Juràssic inferior.
Segons una anàlisi cladística, els celofísids van ser definits per primera vegada per Paul Sereno l'any 1998 com l'ancestre comú més recent de Coelophysis bauri i Procompsognathus triassicus, i tots els descendents comuns de l'ancestre.
Els celofísids formen part del clade dels celofisoïdeus. L'antic terme "Podokesauridae", anomenat 14 anys abans de Coelophysidae (que normalment tindria prioritat), actualment s'acostuma a ignorar, ja que l'espècimen tipus va ser destruït en un incendi i ja no es pot comparar amb noves troballes.

## Classificació
- Família Coelophysidae
  - Camposaurus
  -  ?Pterospondylus
  - Subfamília Coelophysinae
    - Coelophysis
    - Megapnosaurus (antigament Syntarsus)

  - Subfamília Podokesaurinae
    - Podokesaurus

  -  ?Subfamília Procompsognathinae
    -  ?Procompsognathus

  - Subfamília Segisaurinae
    - Segisaurus